# 凝集反応

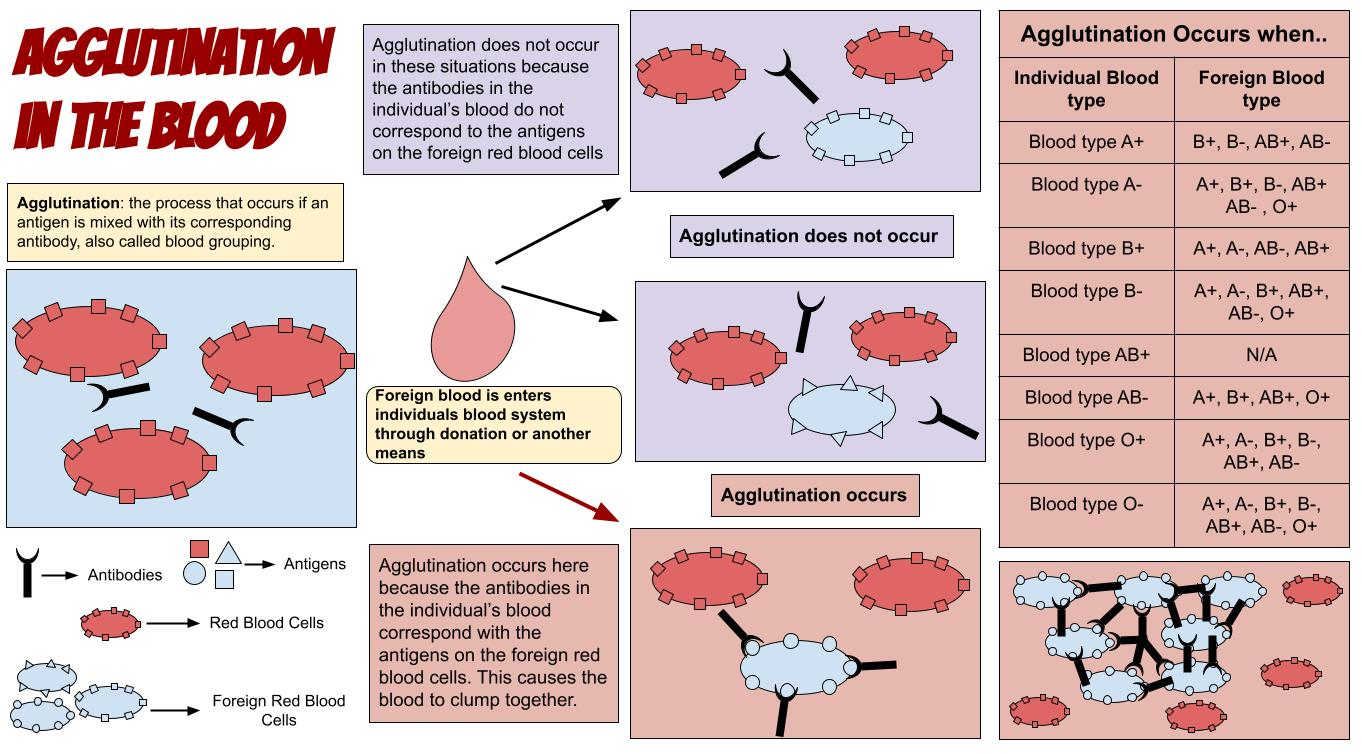
This image explains agglutination in the blood血液中の凝集について説明している画像。

生物学において、凝集（ぎょうしゅう、英: agglutination）または凝集反応（ぎょうしゅうはんのう）は、赤血球や細菌などの浮遊細胞がもつ抗原が、対応する同種凝集素と呼ばれる抗体と混合されたときに固まるプロセスである。ラテン語の agglutinare（接着する）に由来する。
次の2つの例は、生物学で見られる凝集である。
1. 抗体または補体の存在下で、細菌や赤血球などの細胞の凝集。抗体または他の分子が、複数の粒子を結合して繋ぎ合わせ、大きな複合体を形成する。これにより、単一の微生物抗原を除去する場合と比べて、大きな細菌の塊を一度に除去できるため、食作用による微生物除去の効果が高まる。
2. 間違った血液型の輸血を受けると、抗体が誤って輸血された血液型に反応し、その結果、赤血球が凝集してくっつき合う。溶液中に浮遊している小さな粒子が合体することにより、これらの大きな塊は（通常）沈殿する。

## 血液学において

### 赤血球凝集反応

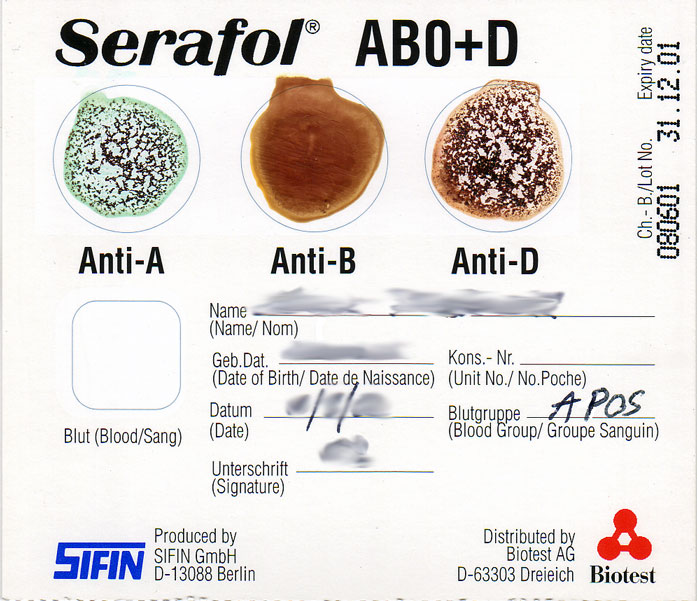
The 'bedside card' method of blood typing, in this case using a Serafol card. The result is blood group A positive.「ベッドサイドカード」方式の血液型判定の例。この例はSerafol card（セラフォル・カード）を示す。その結果は血液型A陽性である。

赤血球凝集反応は、赤血球が凝集するプロセスであり、凝集または合体を意味する。血液凝集に関与する凝集素はヘマグルチニンと呼ばれる。クロスマッチテストでは、ドナーの赤血球とレシピエントの血清または血漿を一緒にインキュベート（恒温放置）する。凝集が起こった場合は、ドナーとレシピエントの血液型に互換性がないことを示している。
寒冷凝集素症などの自己免疫疾患のように、ヒトが自分の赤血球に対する抗体を産生すると、赤血球が自然に凝集する場合がある。これは自己凝集反応と呼ばれ、血液適合性検査や全血球計算などの臨床検査を妨げる可能性がある。

### 白血球凝集反応
白血球凝集反応（英: leukoagglutination）は、関与する粒子が白血球の場合に起こる。一例として、フィトヘマグルチニン (英語版) のPH-L型があげられる。

## 微生物学において
凝集反応は、特定の細菌抗原とそのような細菌の同一性を識別する方法として一般的に使用されており、診断における重要な手法である。

## 発見の歴史
2人の細菌学者、ハーバート・エドワード・ダーハム（-1945）とマックス・フォン・グルーバー（1853-1927）は、1896年に特異的な凝集反応を発見した。この凝集はグルーバー-ダーハム反応として知られるようになった。グルーバーは、細胞の凝集を引き起こす物質をアグルチニン（agglutinin、ラテン語から）という用語で呼んだ。
フランスの医師フェルナン・ウィダール（1862-1929）は、1896年の後半にグルーバーとダーラムの発見を実用化し、この反応を腸チフスの検査法の基礎として用いた。ウィダールは、腸チフス患者の血清が腸チフス菌の培養液を凝集させるのに対し、腸チフス患者でない人の血清は凝集させないことを発見した。このウィダール反応は、血清診断の最初の例である。
オーストリアの医師、カール・ラントシュタイナーは、1900年に凝集反応のもう一つの重要な実施応用を発見した。ラントシュタイナーの凝集反応試験とABO式血液型の発見は、輸血科学と血清学の始まりであり、輸血を可能にし安全性を高めた。